# 바비칸 센터

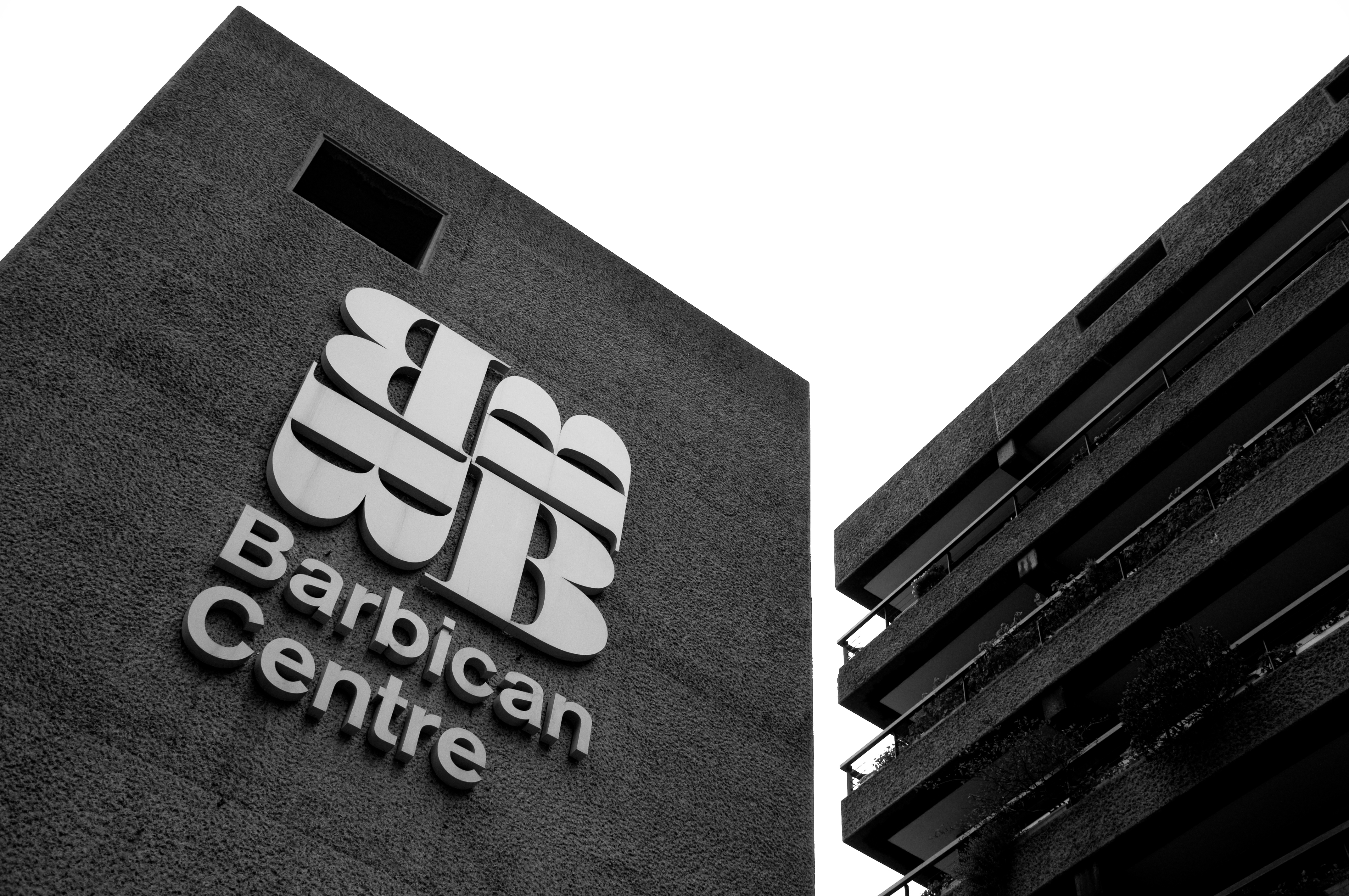
바비칸 센터

바비칸 센터(영어: Barbican Centre)는 잉글랜드 시티오브런던에 있는 공연 예술 센터다. 이 센터에서는 클래식과 현대 음악 콘서트, 연극 공연, 영화 상영, 미술 전시회가 열린다. 또한 도서관, 레스토랑 3곳, 온실도 있다. 바비칸 센터는 글로벌 문화 지구 네트워크의 회원이다.
런던 심포니 오케스트라와 BBC 심포니 오케스트라는 이 센터의 콘서트 홀에 기반을 두고 있다.